# John Giner Muñoz
John Giner Muñoz (Belleville, États-Unis, 1967), plus connu sous le pseudonyme de Jan, est un joueur de pelote valencienne. Il a été membre de Sélection valencienne de pelote pour les Championnats internationaux de pelote de 1999.
Il a toujours joué pour l’équipe de son village, Murla, sauf en 2004 où il a joué pour Altea et en 2008 pour Sella. Il est le seul joueur de Llargues à avoir gagné la « Lliga » aussi bien à la place du joueur de « rest » qu’à la place du joueur de « traent ».
En 2000, Jan et les 4 autres membres de la Sélection (David, Màlia, Martines et Mengual), ont reçu le titre de meilleur sportif masculin de la province d’Alicante.

## Palmarès

### Galotxa
- Vice-champion du Championnat de Galotxa de 3e catégorie : 1992
- Vice-champion du Championnat de Galotxa de 2e catégorie : 1993

### Llargues
- Champion de la Ligue de Llargues de 2e catégorie : 1984 (restant), 1985 et 1993 (traent)
- Champion de la Ligue de Llargues de 1re catégorie : 1989, 1991 (restant), 1996, 1997, 1998, 1999 et 2001 (traent)
- Vice-champion de la Ligue de Llargues de 1re catégorie : 1995, 2000, 2003, 2007 et 2008 (traent)
- Champion du Trophée de Llargues avec pelote de vaqueta : 2003
- Champion du Trophée d'Alfara du Patriarca : 1989, 1999
- Champion du Trophée de Benidorm : 2007 (avec l'équipe de Sella)
- Champion du Tournoie de Callosa d'En Sarrià : 2005
- Champion du Trophée Santa Catalina de Teulada : 1998
- Champion du Trophée Santa Teresa du Campello : 1989 et 1990 (restant)
- Champion du Trophée Dia de la Pilota : 1991, 1997, 1999, 2000 et 2006
- Championnats internationaux de Pilota
- Champion d'Europe de Llargues : Imperia (Italie), 1999
- Champion du monde de Llargues : Valence, 2000
- Champion d'Europe de Jeu international : Pays Bas, 2001
- Vice-champion d'Europe de Llargues : Pays Bas, 2001
- Champion d'Europe de Jeu international : France, 2003
- Vice-champion d'Europe de Llargues : France, 2003
- Champion du monde de Llargues : Imperia (Italie), 2004
- Champion d'Europe de Jeu international : Nivelles (Belgique), 2007
- Vice-champion d'Europe de Llargues : Nivelles (Belgique) 2007
- Champion d'Europe, 2007
- Vice-champion du monde de Llargues : Équateur, 2008

## Sources
- (ca) Cet article est partiellement ou en totalité issu de l’article de Wikipédia en catalan intitulé « John Giner Muñoz » (voir la liste des auteurs).